# Charles-René Callewaert

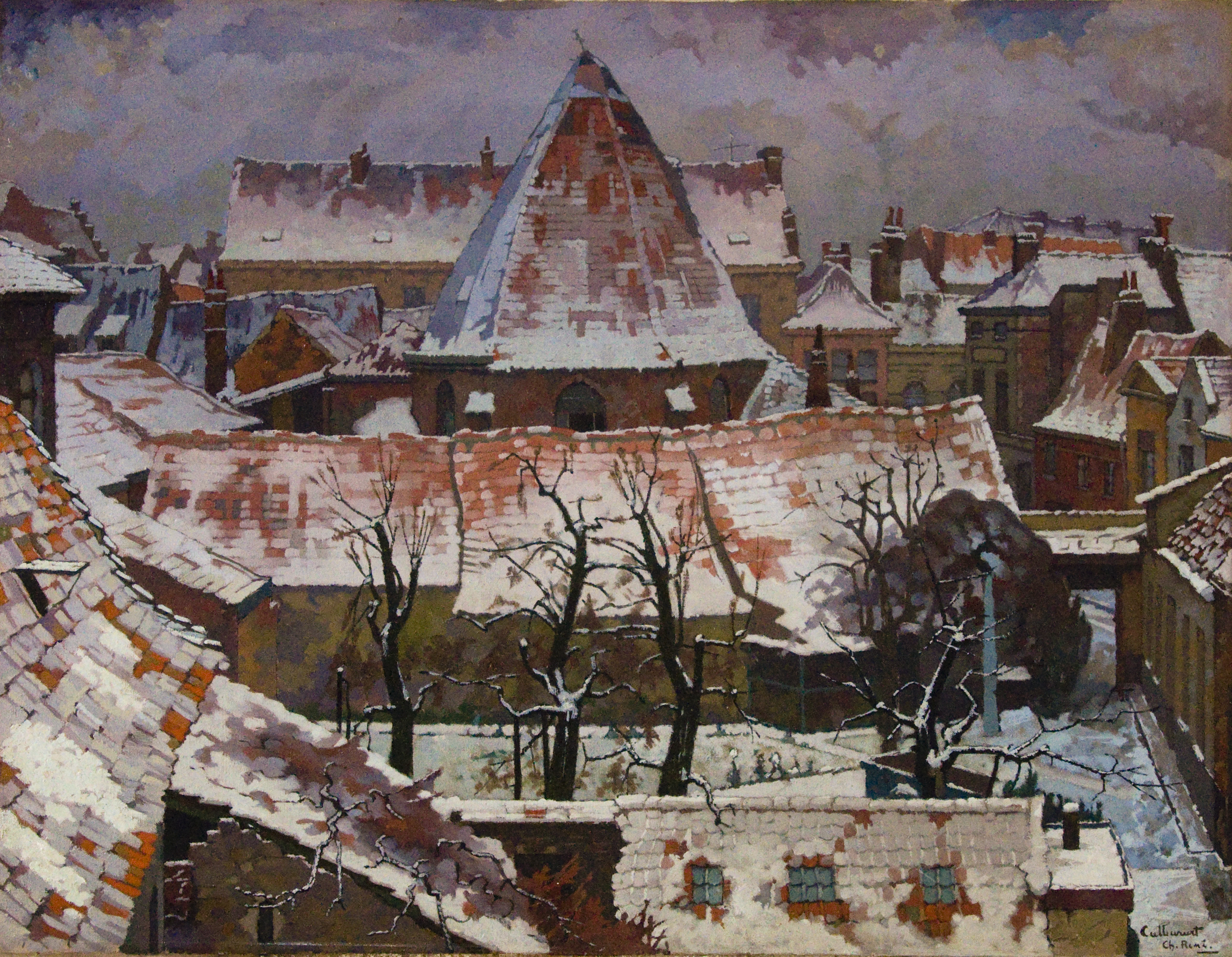
De daken (1923) in het Museum Dhondt-Dhaenens te Deurle

Charles-René Callewaert (Gent, 2 september 1893 - Gent, 17 juni 1936) was een Belgisch kunstschilder.
Callewaert werd door zijn vrienden Natus genoemd. Zelf noemde hij zich René en de meeste van zijn werken signeerde hij met Ch.-René Callewaert.
Callewaert was het achtste kind en de jongste zoon van een spoorwegbediende. Zijn artistiek talent erfde Callewaert van zijn moeder die gedichten schreef. Al van kleins af aan dacht Callewaert aan niets anders dan aan schilderen en tekenen. Tussen 1909 en 1914 volgde hij een opleiding aan de Koninklijke Academie voor Schone Kunsten van Gent. De eerste twee jaren volgde hij de lessen Antiek Beeld en de drie volgende jaren volgde hij de klas Levend Model. Toen de Eerste Wereldoorlog uitbrak, kwam er een einde aan de opleiding van Callewaert. In 1916 solliciteerde Callewaert een eerste maal voor de betrekking als leraar aan de academie maar hij moest het afleggen. Na de oorlog ging hij nog een jaar terug lessen volgen aan de academie. In 1924 werd hij er dan toch leraar en gaf er les aan de eerste tekenklas.
Hij debuteerde in romantisch realisme. Na een periode in expressionistische stijl (1923-1926) keerde hij terug naar een grauw realisme. Zijn onderwerpen waren stillevens, Gentse stadsgezichten, portretten en landschappen.
Vanaf 1922 begon Callewaert deel te nemen aan tentoonstellingen in het Gentse. Dat jaar nam hij deel aan het Driejaarlijkse Salon van Gent met twee schilderijen; in 1925 was hij er aanwezig met een tekening en het schilderij Pleintje in de sneeuw dat door het Museum voor Schone Kunsten werd aangekocht. Vanaf 1926 trok Callewaert zich meer en meer terug uit het tentoonstellingsleven en hij bleef afwezig op de Salons van 1929 en 1933. In 1927 en 1930 hield hij wel nog twee individuele tentoonstellingen.
De daken is een panorama dat Callewaert schilderde en de omgeving van zijn atelier op de 2e verdieping toont met centraal de Drongenkapel en een boomgaard. Het atelier was gevestigd in het vroegere Karmelietenklooster, uitgevend op de Trommelstraat. Leonard De Buck, Karel van Belle en Jules De Bruycker hadden hier ook hun schildersezel staan.
Als gevolg van zijn verslaving aan morfine die hij opgelopen had door de morfinebehandeling bij drie opeenvolgende operaties aan het hoofd tussen 1916 en 1918, overleed hij plots op betrekkelijk jonge leeftijd.

## Musea
Werk van Callewaert is in het bezit van het Museum van Deinze en de Leiestreek, het Museum Dhondt-Dhaenens in Deurle, het Museum voor Schone Kunsten in Gent en van het provinciebestuur van Oost-Vlaanderen.